# Teichmühle (Bad Frankenhausen)

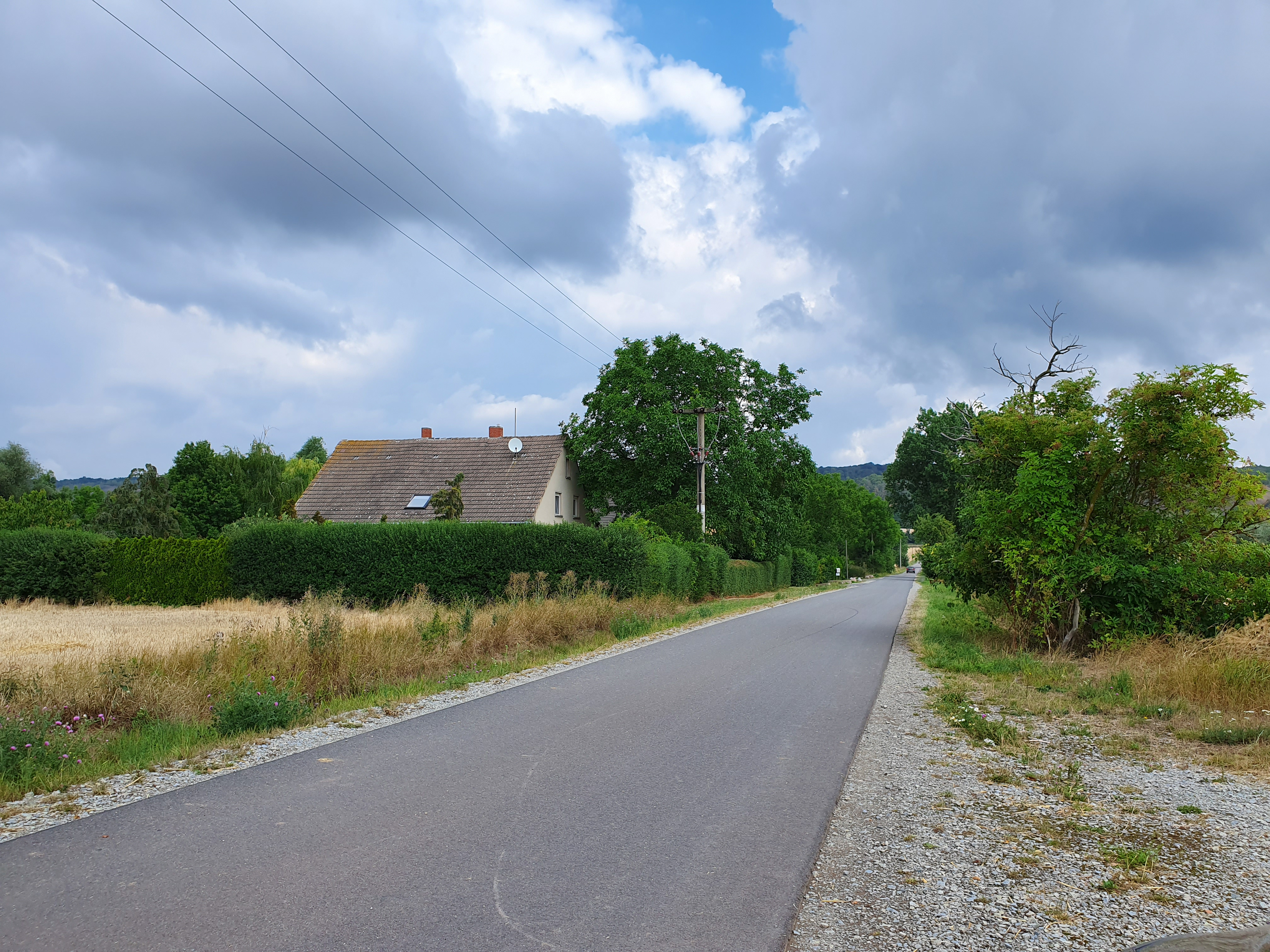
Häuser

Die Teichmühle ist ein einzelnes Mühlen-Anwesen in der Flur von Bad Frankenhausen im Kyffhäuserkreis in Thüringen.

## Lage
Die Teichmühle befindet sich westlich von Bad Frankenhausen und östlich von Rottleben sowie südlich vom Kyffhäusergebirge mitten in der Feldmark der Aueniederung und südlich von der Landesstraße 1172.

## Geschichte
Die Mühle lag ursprünglich am Rande des Dorfes Helmersdorf, das im Spätmittelalter zur Wüstung wurde, sie gehörte vermutlich ab 1215 zum Besitz des Zisterzienserinnenklosters von Frankenhausen, das 1536 säkularisiert wurde. Bereits 1505 war die Mühle an einen vermögenden Bürger Stephan Schiecken veräußert worden (als Erblehn). Als Folge der Säkularisation ging die Mühle, der zugehörige Grundbesitz und alle Rechte an das Amt Frankenhausen über. Die Mühle wurde erneut verpachtet, wobei es zu ungenehmigten Umbauten bei der Wasserzuführung kam. Der als Straftat eingeschätzte Vorfall wurde amtlich untersucht und hatte die Inhaftierung eines Müllers zur Folge, am 20. Mai 1628 wurde im Beisein des Landesfürsten eine Wasserstandsmarkierung (Sicherungspfal) am Mühlbach angebracht. Im Jahre 1743 wurde im Nachbarort Esperstedt eine Windmühle errichtet, wodurch die Teichmühle und weitere Mühlen der Umgebung einen Teil ihrer Kundschaft einbüßten. Der Windmühler Bloße wurde auf Schadenersatz verklagt, kaufte daraufhin die Teichmühle und verpachtete die Anlage weiter. Die Gemeinde Esperstedt erwarb 1798 das Zwangsmahlrecht (Mühlenbann) zur Teichmühle, die überwiegend als Öl- und Graupenmühle genutzt wurde. Auch die Ländereien der Mühle werden häufiger verpachtet. Mit Friedrich Vocke, der 1843 die Teichmühle erwirbt, wurde die Teichmühle grundhaft saniert und modernisiert. Das Unternehmen arbeitet hoch rentabel, daher bemüht sich die Stadt Frankenhausen, diesen Besitz zu übernehmen (Steuern und Abgaben). Kommerzienrat Hugo Hornung erwirbt um 1880 die Teichmühle und den Grundbesitz, bereits um 1910 wird die Mühle als Nebenerwerbsbetrieb genutzt. Als Folge des Ersten Weltkrieges, wegen unterlassener Wartungsarbeiten und der Umstellung auf elektrische Mahltechnik verfällt die Mühlentechnik. Bei Kampfhandlungen zum Kriegsende 1945 fanden an der Teichmühle von Bad Frankenhausen mehrere Volkssturmmänner den Tod.  Die nach 1945 erforderliche Unterbringung von Heimatvertriebenen und Umsiedlern in Frankenhausen hat die Überbelegung des Mühlengebäudes zur Folge, die im Inneren des Gebäudes verbliebene Technik wird demontiert und das Mühlrad entfernt. Die Bodenreform bildete die gesetzliche Grundlage zur Aufteilung der landwirtschaftlichen Flächen, die an Neubauern übergeben wurden.